# Karl Frank
Karl Frank, também conhecido no Brasil como Carlos Frank (Hamburgo, 22 de julho de 1886 — Curitiba, 23 de novembro de 1970) foi um pianista, organista, maestro, professor e pastor luterano alemão ativo em Curitiba, no Brasil, onde deixou uma marca como líder religioso e promotor da cultura, em especial a música. A igreja cuja construção promoveu é patrimônio cultural municipal, foi tombada pelo governo do Paraná, e permanece como um marco da presença protestante na cidade, um símbolo de identidade para os descendentes de alemães e um centro de vida comunitária.

## Biografia

### Atividade pastoral

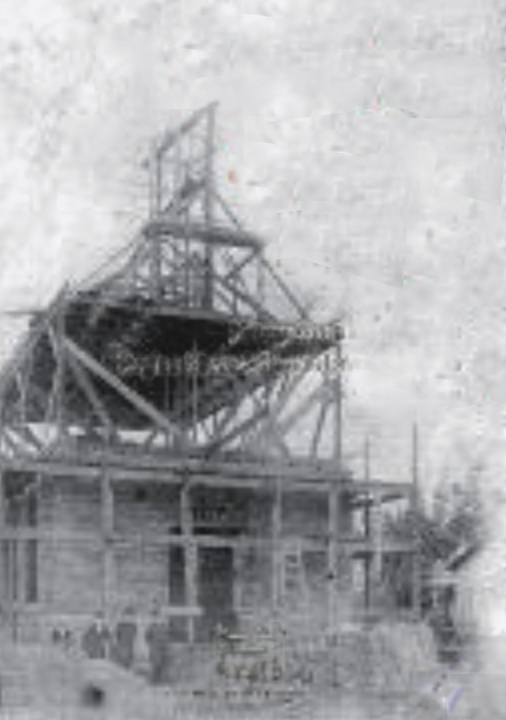
Construção da Igreja de Cristo, 1912

Karl era filho de Eduard Frank e Maria Beck. Influenciado pela mãe muito devota, decidiu ainda jovem abraçar a vida religiosa. Fez estudos teológicos em Neuendettelsau, ordenou-se pastor luterano e foi enviado como missionário ao Brasil em 1908. Uma Comunidade Evangélica Alemã já existia oficialmente em Curitiba desde 1866, que se reuniu em torno da Igreja do Redentor, conhecida como Igreja Grande, sita na rua Trajano Reis. No fim do século a comunidade alemã de Curitiba já era florescente, contando com mais de 1.800 pessoas e mais de 350 alunos frequentando a escola da igreja. Contudo, conflitos internos relativos ao currículo da escola, tendo se pretendido eliminar o ensino religioso (por influência do positivismo e também a fim de facilitar uma maior integração com a comunidade brasileira), levaram a uma cisão. O pastor Siegfried Schultz, junto com um pequeno grupo, se opuseram à medida, ficaram isolados e se retiraram, fundando em 1901 uma nova congregação com o nome de Comunidade Luterana Alemã, que permaneceu filiada à Federação das Igrejas Luteranas da Baviera, na Alemanha.
Logo após sua chegada ao Brasil, o pastor Frank iniciou seu trabalho como assistente do pastor Otto Kuhr na Comunidade Luterana, e em 1909 passou a atuar em Papagaios Novos, quando esta comunidade aderiu ao Sínodo Luterano, mas em 1910 se radicou definitivamente em Curitiba, onde permaneceria o resto da vida. Em 31 de dezembro foi empossado como novo pastor, e em 1º de janeiro de 1911 celebrou seu primeiro culto. Nesta época a comunidade ainda não tinha um templo, e os serviços religiosos eram realizados em alguma casa. Frank adotou como diretrizes manter a continuidade dos cultos dominicais, estabelecer uma escola em língua alemã para o ensino religioso, criar uma escola de música, e organizar o atendimento médico da comunidade, que seria ministrado gratuitamente. Logo se destacou como líder espiritual e cultural.
A partir de junho de 1912 organizou a construção de um edifício próprio para o culto, a Igreja de Cristo (Christuskirche), situada na rua Inácio Lustosa, também conhecida como Igreja Pequena ou Igrejinha. O projeto arquitetônico foi de Otto Michälis e a engenharia ficou a cargo de Gottlieb Müller. A inauguração ocorreu em 26 de janeiro de 1913. Ainda em 1913 fundou a Associação de Senhoras para a Diaconia Feminina, conseguindo trazer da Alemanha duas irmãs de caridade para ajudar no atendimento de saúde, Clara Frank e Anna Lindner. A Irmã Clara desenvolveu um importante trabalho e se tornou figura notória na cidade. A igreja no início funcionou como escola e centro de assistência médica, sendo depois acrescentado um anexo para servir de centro comunitário, origem do Colégio Martinus. Na igreja também funcionou o primeiro jardim de infância de Curitiba, criado em 1915.
O pastor teve uma participação ativa nas disputas doutrinais e territoriais entre seus luteranos e os evangélicos de onde haviam saído, sendo inicialmente contrário ao estabelecimento de uma colaboração estreita entre as comunidades e, mais tarde, à sua fusão, como foi proposto a partir da década de 1930. Em 1938 foi lançada uma proposta formal de fusão, mas a condição imposta seria a remoção do pastor Frank. A iniciativa fracassou e o assunto foi esquecido. Nesta época já vigorava o Estado Novo, que impôs uma política nacionalista procurando uma homogeneização da cultura do Brasil e a supressão dos chamados "quistos raciais". A língua alemã ainda era o idioma do cotidiano para a maioria dos descendentes dos imigrantes, e ainda era mantido na escola e jardim da infância. Na campanha de nacionalização a comunidade alemã como um todo sofreu um forte impacto e as suas tradições em larga medida se desestruturaram. O governo obrigou que o ensino passasse a ser ministrado em português, e a partir de um comentário que consta numa das atas oficiais da comunidade, o pastor Frank recusou-se a assumir o ônus da mudança e parece ter sido preso. Em 1942 seguramente foi preso, junto com vários presbíteros, mas por causa incerta, ao que parece porque a igreja ainda ministrava o culto em alemão. Depois disso as atividades da Igreja de Cristo parecem ter sido paralisadas. Este período de repressão é particularmente obscuro devido à pobreza da documentação sobrevivente.
Porém, segundo Rui Petry, devido a esse contexto, "a volta para uma união com a igreja mãe era só uma questão de tempo". Assim, já com uma outra visão, em 1946 Frank se aproximou da liderança evangélica e indagou sobre as possibilidades de reunião. As negociações desta vez prosperaram, a fusão foi aprovada em assembleia de 23 de agosto de 1947, e ratificada em 9 de novembro. Os critérios adotados foram a vinculação jurídica da comunidade ao Sínodo Evangélico, mas sua vinculação confessional permaneceria com a Igreja Luterana. Assim era criada a Comunidade Evangélica de Confissão Luterana de Curitiba, integrada em 1949 à Igreja Evangélica de Confissão Luterana no Brasil. De qualquer forma, enquanto que na Igreja Grande o culto em alemão foi abolido em 1949, a comunidade de Cristo, conforme Petry, permaneceu como "um reduto do que restou de germanismo na cidade", atraindo muitas famílias para lá, e "até hoje ela mantém as características que a levaram ao cisma. A 'Igreja Pequena', como era chamada, era muito mais 'alemã', [...] e mais vinculada à ortodoxia luterana".
Até retirar-se em 1955, quando recebeu o título de Pastor Emérito, depois de décadas à frente da comunidade da Igreja de Cristo, o pastor Frank formou a espiritualidade de gerações de curitibanos. Em 2013 a comunidade de Cristo readquiriu independência. Segundo Grünwedel & Grünwedel, "a congregação irmã maior pertence ao movimento missionário-carismático da Igreja Luterana no Brasil e, portanto, está no extremo oposto, no campo da devoção, da congregação da Igreja de Cristo, na qual a liturgia da Baviera ainda é ouvida durante o culto em alemão".

### Cultura
Interessando pela filosofia, arte, música, ciências e humanidades, também se preocupou com o cultivo da cultura de uma forma ampla, e de acordo com Patricia Aguilar, ele "destacou-se como um líder intelectual e artístico". Tendo estudado órgão e piano na Alemanha, foi importante em particular sua atividade na área da música, que teve um grande impulso sob sua liderança, organizando atividades diversificadas. Segundo a pesquisadora Elisabeth Prosser, era "grande erudito e teólogo e excelente músico e professor", e até o fim da vida "foi um dos principais regentes e professores de piano e história da arte da cidade".
Além de lecionar, fundou um coral, estimulou o cultivo na música no lar, organizou concertos onde atuava como maestro, oferecendo trechos de obras raramente ou nunca antes ouvidas no Brasil, como o Réquiem de Brahms, o Réquiem de Mozart, A Criação de Haydn e cantatas e corais de Haendel e Bach, sendo um dos pioneiros do movimento de revivalismo da música antiga no Brasil. Destaca-se entre seus alunos Ingrid Müller Seraphim, que levou adiante seu interesse pela música antiga e foi uma das grandes promotoras do revivalismo no Brasil.

### Família
Foi casado com Elisabeth Hess, nascida em Ermershausen em 15 de janeiro de 1888, cantora, com "excelente voz", cantava com "muito brilho". Em 1950 o casal requereu cidadania brasileira. Tiveram o filho João Ricardo Maurício Luiz, falecido antes do pai, e as filhas Elisabeth (Ella), casada com Fritz Grube; Esther, casada com o médico Joachim Graf; Ruth, casada com Helmann Jansen, e Maria, solteira. Todas musicistas, ajudavam o pai nas atividades musicais. Elisabeth Hess faleceu em 1969. Ao falecer em 23 de novembro de 1970, seu marido deixava 9 netos e 4 bisnetos.
Esther estudou piano e buscou aperfeiçoamento na Alemanha, onde também estudou violoncelo, órgão e canto coral. Voltando ao Brasil, desenvolveu uma carreira ativa como maestrina, pianista e professora, e deu continuidade ao coro da igreja com muito sucesso. Teve seis filhos, todos músicos: Frank, Ulrike, Hans, Joachim, Christiano e Martina. Frank é pastor luterano e foi membro da comissão organizadora do Hinário Luterano. Martina fez carreira como pianista, sendo aluna da mãe e de Magdalena Tagliaferro, vencedora de vários prêmios. Ulrike, Hans, Joachim e Christiano formaram o Quarteto Graf, fundado em 1963 por ocasião do Festival de Música de Curitiba e ainda ativo em 2010. Ulrike, violista e pianista, foi aluna da mãe e de Ingrid Seraphim, casada com o destacado pianista e compositor Henrique Morozowicz, com quem formou o Duo Schubertiano de piano a quatro mãos. Sua filha, Carina, tornou-se oboísta.

## Legado e reconhecimento

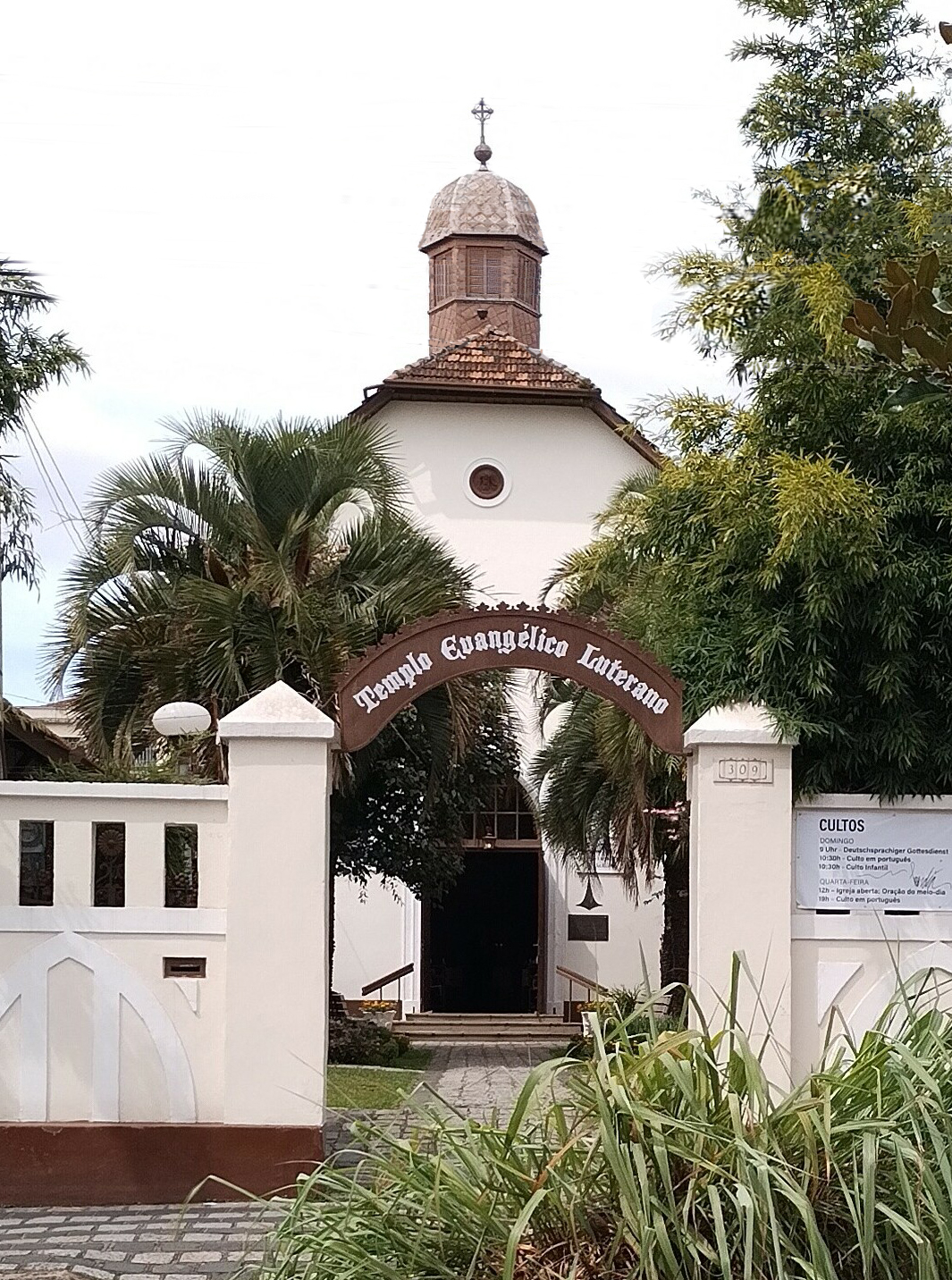
A Igreja atualmente

Na opinião de Daniele Barros, "a vida musical [de Curitiba] sofreu uma grande mudança após a chegada do pastor Karl Frank em 1910. Apesar de não ser músico profissional, ele soube estimular a prática musical, principalmente através de sua atividade de professor de piano". Para Werner Aulich, Karl Frank é um dos nomes que "estão ligados inseparavelmente à evolução musical da capital paranaense". Sua atuação criou um ativo círculo musical em Curitiba e abriu as portas da música para muitos outros interessados, que hoje são músicos profissionais. Segundo Reinhardt & Souza, 
"A atuação do Pastor Frank como líder espiritual e cultural, e também como músico e professor, bem como o repertório escolhido por ele, continuam reverberando até a atualidade. Entrelaçam-se à história da cultura em Curitiba. Ao formar muitos músicos e ao inspirar a criação da Camerata Antiqua de Curitiba, das Oficinas de Música de Curitiba e seus desdobramentos, pode-se constatar que seu legado ultrapassa as fronteiras do tempo. Além do ensino religioso e secular que certamente impactou muitos, a vida cultural a que se dedicou tem chegado igualmente longe, a ponto de ser percebida ainda hoje".
Em 1960 Karl Frank foi agraciado com a Cruz do Mérito Alemão. Na década de 1980, por proposta do então vereador Rafael Greca, foi batizada a Rua Pastor Carlos Frank, homenageando "seus méritos de pacificador, seu amor pela música e pela Bíblia". A antiga Casa da Irmã Clara, junto da igreja, foi restaurada e incorporada ao novo centro comunitário, que em 26 de agosto de 1990 foi inaugurado com o nome Centro Comunitário Pastor Karl Frank.
A igreja da Comunidade de Cristo, cuja fundação promoveu, um monumento de importância histórica e artística, é considerada um marco da presença protestante em Curitiba, e ainda é uma força vital na área, permanecendo como um foco de identidade e de memória para os descendentes de alemães. Até hoje o idioma do culto é o alemão, é mantido um curso de alemão, e atrai outros grupos de diferentes origens, contando com um grupo de mulheres, um grupo de estudo bíblico, uma equipe de atendimento infantil e o coral. A música permanece como um importante elemento agregador. Uma vez por mês acontece um concerto de música clássica, que atrai muitas pessoas que de outra forma não têm conexão com a Igreja Luterana. A Igreja de Cristo é a única igreja protestante de Curitiba com um órgão que ainda está em uso. Este instrumento é uma raridade. É um órgão de armário Schiedemeyer, um dos dois únicos existentes no país.
A arquitetura da igreja, em estilo neogótico, tem elementos incomuns, em especial a existência de um apartamento no piso superior, onde o pastor Frank vivia com sua família. O interior é decorado com pinturas murais realizadas pelo próprio pastor e sua esposa. Foi declarada patrimônio cultural de Curitiba, inventariada como unidade de interesse de preservação, e foi tombada pelo governo do Paraná. Em 2011 passou por trabalhos de conservação dentro do programa de recuperação e valorização patrimonial Rosto da Cidade. Segundo o prefeito Rafael Greca, “essa igreja é uma das joias de Curitiba, faz parte do Rosto da Cidade que amamos". Em matéria comemorando seu centenário em 2013, José Carlos Fernandes a chamou de "uma das joias da arquitetura religiosa do Paraná". As comemorações se estenderam por meses, com diversas atividades.